# Miagao
Miagao (Filipino: Bayan ng Miagao, Hiligaynon: Sangguniang Bayan Miagao) ist eine Großraumgemeinde in der Provinz Iloilo auf der Insel Panay auf den Philippinen. Sie hat 67.565 Einwohner (Zensus 1. August 2015), die in 119 Barangays leben. Sie gehört zur ersten Einkommensklasse der Gemeinden auf den Philippinen und wird als teilweise urban beschrieben.

## Geographie
Miagao liegt an der Südküste der Insel Panay, an der Küste des Golf von Panay. Die Hauptstadt der Provinz, Iloilo City, liegt ca. 40 km nordöstlich der Gemeinde und ist über die Küstenstraße von dort mit dem Bus oder Jeepney zu erreichen. Die Nachbargemeinden sind San Joaquin im Westen, Igbaras im Nordosten und Guimbal im Osten. Die Topographie der Gemeinde wird bestimmt von einer sanft hügeligen Landschaft, die im Norden in die Central-Panay-Berge übergeht.

## Sehenswürdigkeiten
In der Gemeinde steht die Church of Santo Tomas de Villanueva, die seit 1993 zusammen mit drei weiteren Kirchen, unter dem Titel Barock-Kirchen auf den Philippinen, zum UNESCO-Welterbe zählen.

## Barangays
| - Agdum - Aguiauan - Alimodias - Awang - Bacauan - Bacolod - Bagumbayan - Banbanan - Banga - Bangladan - Banuyao - Baraclayan - Bariri - Baybay Norte (Población) - Baybay Sur (Población) - Belen - Bolho (Población) - Bolocaue - Buenavista Norte - Buenavista Sur - Bugtong Lumangan - Bugtong Naulid - Cabalaunan - Cabangcalan - Cabunotan - Cadoldolan - Cagbang - Caitib - Calagtangan - Calampitao - Cavite - Cawayanan - Cubay - Cubay Ubos - Dalije - Damilisan - Dawog - Diday - Dingle | - Durog - Frantilla - Fundacion - Gines - Guibongan - Igbita - Igbugo - Igcabidio - Igcabito-on - Igcatambor - Igdalaquit - Igdulaca - Igpajo - Igpandan - Igpuro - Igpuro-Bariri - Igsoligue - Igtuba - Ilog-ilog - Indag-an - Kirayan Norte - Kirayan Sur - Kirayan Tacas - La Consolacion - Lacadon - Lanutan - Lumangan - Mabayan - Maduyo - Malagyan - Mambatad - Maninila - Maricolcol - Maringyan - Mat-y (Población) - Matalngon - Naclub - Nam-o Sur - Nam-o Norte - Narat-an | - Narorogan - Naulid - Olango - Ongyod - Onop - Oya-oy - Oyungan - Palaca - Paro-on - Potrido - Pudpud - Pungtod Monteclaro - Pungtod Naulid - Sag-on - San Fernando - San Jose - San Rafael - Sapa (Miagao) - Saring - Sibucao - Taal - Tabunacan - Tacas (Población) - Tambong - Tan-agan - Tatoy - Ticdalan - Tig-amaga - Tig-Apog-Apog - Tigbagacay - Tiglawa - Tigmalapad - Tigmarabo - To-og - Tugura-ao - Tumagboc - Ubos Ilawod (Poblacion) - Ubos Ilaya (Poblacion) - Valencia - Wayang |